# Писидија
Писидија је била област древне Мале Азије смештена северно од Ликије, а која се граничила са Каријом, Лидијом, Фригијом и Памфилијом. Територија јој приближно одговара савременој провинцији Анталија у Турској). Међу најважнијим писидијским насељима су Термес, Селге, Кремна, Сагаласос, Етена, Антиохија, Неаполис, Тиријак, Лаодицеја Катакекаумене и Филомелиј.

## Географија
Иако близу Медитерана, топлу климу с југа заклањају Таурске планине. Због климе нема дрва, али пољопривредне културе успевају захваљујући води с планина те падавинама којих је у просеку 1000 мм на врховима и 500 мм на обронцима. Та вода се слива у висоравни. То су искористили писидијски градови, углавном саграђени на обронцима. Наводњавано земљиште је погодно за узгој воћа и стоке.